# Halina Kucharczyk
Halina Maria Kucharczyk – polska biolog, doktor habilitowany nauk biologicznych.

## Życiorys
W 1981 r. ukończyła studia biologiczne, w 1992 r. obroniła pracę doktorską pt. Przelżeńce (Thysanoptera) zbiorowisk kserotermicznych Kazimierskiego Parku Krajobrazowego, której promotorem był prof. Zdzisław Cmoluch, w 2013 r. habilitowała się na podstawie pracy zatytułowanej Morfologia porównawcza larw II stadium wciornastków z rodzaju Thrips (Thysanoptera: Thripidae) występujących w Polsce.
Pracuje na Uniwersytecie Marii Curie-Skłodowskiej w Lublinie.